# Cylloceriinae
Cylloceriinae (лат.) — подсемейство наездников-ихневомнид (Ichneumonidae).

## Описание
Наездники-ихневмониды средних размеров с длиной тела от 6 до 15 мм. Они обычно тёмного цвета, а ноги более или менее светлые. Имеют плоский наличник, относительно длинный проподеум со срединными продольными килями, но без поперечных килей. Первый тергит на метасоме грубо гранулирован. Самки родов Allomacrus и Cylloceria имеют длинные яйцеклады, у Hyperacmus яйцеклад короткий. Наездники последнего рода — очень компактные насекомые (похожие на Metopiinae). Самцы Cylloceria и Hyperacmus имеют полукруглые углубления с тилоидами (сенсорными полями) на одном или двух сегментах усиков.

## Образ жизни
Об их образе жизни известно немного. В Хоэ Тауэрне (Австрия) Allomacrus встречался в основном в местах с небольшой растительностью, где наездники жили в основном на камнях и на свободной от растительности почве.
Хозяева большинства видов пока не известны. Два вида Cylloceria из Китая и Северной Америки паразитируют на личинках комаров Tipulidae (предположительно эндопаразитические). Большинство видов, по-видимому, имеют только одно поколение в год.

## Классификация
Мировая фауна включает около 40 видов. Подсемейство впервые было выделено в 1990 году для родов Cylloceria и Allomacrus. Cylloceriinae более близки к Diplazontinae и Orthocentrinae. Точное отнесение этого вида к кладе Pimpliformes неясно и зависит от используемых признаков и типа анализа, но более вероятно, что Cylloceriinae близок к кладе Acaenitinae, Collyriinae, Diacritinae, Diplazontinae и Orthocentrinae, а не к высшим группам Pimpliformes.
Объём этого подсемейства пока не ясен и рассматривается разными авторами по-разному. Первоначально в это подсемейство были включены только Allomacrus и Cylloceria, которые были частично отнесены к Microleptinae и частично к Orthocentrinae, а теперь помещены в Pimpliformes.
Род Hypercampus был переведён в Cylloceriinae только в 2009 году, и возможно, что роды Apoclima и Entypoma являются более близкими родственниками Cylloceriinae.
- Allomacrus Förster, 1869 (5 видов, Голарктика)[8]
  - Allomacrus arcticus (Holmgren, 1880)
  - Allomacrus jakuticus Humala, 2002
  - Allomacrus longecaudatus (Strobl, 1903)[11]
  - Allomacrus subtilis Humala, 2002[12]
  - Allomacrus volcanus  Humala, 2002 [12]
- Cylloceria Schiodte, 1838
  - около 30 видов (Голарктика, Неотропика, Ориентальная область)[13][14]
- ?Hyperacmus Holmgren, 1858 (5 видов, Голарктика, Ориентальная область)[15]
  - = Cushmania Dasch, 1992
- ?Rossemia Humala, 1997 (1 вид, Палеарктика)
  - Rossemia longithorax Humala, 1997[16]
- ?Sweaterella  Wahl & Gauld, 1998
  - Sweaterella sharkeyi  Wahl & Gauld, 1998[17]